# Taylor Ellis-Watson
Taylor Ellis-Watson, född den 6 maj 1993 i Philadelphia, Pennsylvania, är en amerikansk friidrottare.
Hon tog OS-guld på 4 x 400 meter stafett i samband med de olympiska friidrottstävlingarna 2016 i Rio de Janeiro..